# Murad Ağakişiyev
Murad Ağakişiyev (ur. 13 czerwca 1985) – azerski piłkarz grający na pozycji pomocnika. Od 2012 roku występuje w Turanie Tovuz. W reprezentacji Azerbejdżanu zadebiutował w 2007 roku. Do tej pory rozegrał w niej trzy mecze (stan na 07.12.2012).